# مدينة الشيخ زايد (غزة)
مدينة الشيخ زايد مدينة فلسطنية تقع شرقي مدينة بيت لاهيا وشمالي منطقة تل الزعتر في جباليا. أنشأت المدينةَ الإمارات العربية المتحدة لمساعدة السلطة الوطنية الفلسطينية على بناء مؤسساتها بعد أول حكم للفلسطينيين على أرضهم.

## التكلفة
بدأ تنفيذ المشروع في أوائل العقد الأول من القرن الحادي والعشرين، بتمويل من صندوق أبو ظبي للتنمية. بلغت تكلفة المشروع حوالي 227.85 مليوندرهم إماراتي، أي ما يعادل قرابة 62 مليون دولار أمريكي. تم افتتاح المدينة رسميًا في 7 مايو 2005، بحضور الشيخ عبد الله بن زايد آل نهيان، وزير الإعلام الإماراتي آنذاك، الذي ارتدى الكوفية الفلسطينية خلال الافتتاح، تعبيرًا عن التضامن مع الشعب الفلسطيني.

## البنية التحتية والمرافق
تتألف المدينة من 70 مبنى سكنيًا، تضم 736 وحدة سكنية، آوت حوالي 25,000 مواطن فلسطيني، معظمهم من الذين فقدوا منازلهم خلال الانتفاضة الفلسطينية الثانية أو نتيجة للعدوان الإسرائيلي.
تضم المدينة العديد من المرافق الحيوية، منها:
- مسجد الشيخ زايد، الذي صُمم على غرار جامع الشيخ زايد في أبو ظبي.
- مسجد للنساء يتسع لـ 500 امرأة.
- مدرستان للمرحلتين الثانوية والإعدادية.
- سوق مركزية كبيرة تخدم سكان المدينة والمناطق المجاورة.
- حدائق وملاهي، تُعد  الحدائق الوحيدة المتواجدة في شمال القطاع.
- ملعب كرة قدم وصالة كمال أجسام.[3]
- صالة أفراح وسوق شعبي.يخدم أكثر من نصف مليون فلسطيني
- عيادة صحية تقدم الخدمات الطبية الأساسية.[3]

## الافتتاح
افتتح المدينةَ وزيرُ الإعلام الإماراتي الشيخ عبد الله بن زايد آل نهيان في 7 مايو 2005، وهو يرتدي الكوفية الفلسطينية.

## التدمير خلال العدوان الإسرائيلي (2023–2024)
خلال العدوان الإسرائيلي على قطاع غزة في الفترة من 2023 إلى 2024، تعرضت مدينة الشيخ زايد لقصف مكثف أدى إلى تدمير معظم مبانيها ومرافقها الحيوية. أظهرت تقارير إعلامية وصور جوية حجم الدمار الواسع الذي لحق بالمدينة، حيث سُويت العديد من الأبراج السكنية بالأرض، مما أدى إلى تشريد آلاف السكان.